# Bilibid Prison

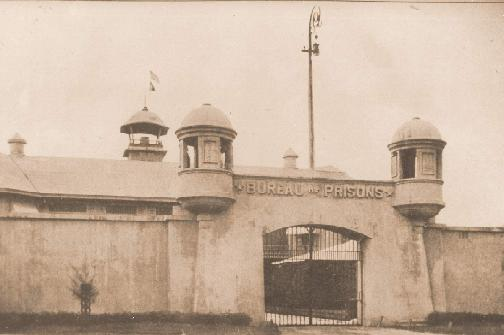
Bilibid Prison (ca. 1900)

Bilibid Prison is een voormalige gevangenis in de Filipijnse hoofdstad Manilla.
De gevangenis werd op 25 juni 1865 geopend door de Spaanse koloniale overheid op een vierkant terrein midden in de stad. De inrichting stond in die periode bekend als Carcel y Presidio Correccional en bestond uit twee delen. In het reguliere gedeelte (carcel) konden maximaal 600 gevangen gehuisvest worden. Het militaire gedeelte (presidio) kon maximaal 527 gevangenen aan. Later in de Amerikaanse koloniale periode werd de gevangenis omgedoopt in Bilibid Prison. In de jaren 30 besloot de regering van het Gemenebest van de Filipijnen in verband met de toenemende criminaliteit tot de bouw van een nieuwe, grotere gevangenis in Muntinlupa. De bouw van die gevangenis startte in 1936 en was vier jaar later voltooid. In 1940 werden alle gevangenen van Bilibid Prison verhuisd naar de nieuwe inrichting, die in 1941 officieel de naam New Bilibid Prison kreeg. Bilibid Prison werd door de stad Manilla nog enige tijd gebruikt om gevangenen vast te zetten en stond in die periode bekend als Manila City Jail.